# Opel Olympia
Opel Olympia — небольшой семейный автомобиль немецкого автопроизводителя Opel. Выпускался с 1935 по 1940 год, с 1947 по 1953, а затем с 1967 по 1970 год.
Олимпия была первым серийным автомобилем в Германии, имеющим стальные унифицированные корпуса (Монокок). Эта технология снизила вес автомобиля на 180 кг (400 фунтов) по сравнению с его предшественником. Производство цельной конструкции требовало новые методы производства и большое количество материалов. Точечная сварка, передовые виды стали, а также новый дизайн были в числе многих достижений Olympia.
Автомобиль был впервые представлен в феврале 1935 года на Берлинской автомобильной выставке, производство было запущено позднее в этом же году. Olympia была названа в преддверии Олимпийских игр 1936 года в Берлине. До Второй мировой войны она выполнялась в двух версиях. С 1935 по 1937 г. в Олимпии был 1,3-литровый двигатель. Для рестайлинговой версии 1938 года, выпускавшейся до 1940, двигатель был заменён на 1,5-литровый агрегат с верхним расположением клапанов.
С 1935 по 1940 было построено 168 000 единиц.
Название Олимпии был возрождено в 1967 году для роскошной версии Opel Kadett B.

## Первое поколение
За 2500 рейхсмарок предлагался четырёхместный седан с 1,3-литровым верхнеклапанным l4-двигателем. Привод был на задние колеса, мощность передавалась через трёхступенчатую коробку передач, а в 1937 году стали доступны четырёхступенчатые. Автомобиль имел независимую переднюю подвеску с активным задним мостом на полуэллиптических рессорах. Всего за 35-37 года было произведено 81661 автомобиль.
Автомобиль был доступен в двух версиях: двухдверный седан и двухдверный кабриолет с мягким верхом:
- LZ — 2-дверный 5-оконный седан
- CL — 2-дверный 5-оконный кабриолет

## Второе поколение
Новый двигатель объёмом 1,5л был представлен в 1937 году. В 1938 году автомобиль пережил рестайлинг.
Он был доступен в тех же версиях, как и его предшественник, с добавлением 6-местного LV:
- LZ — 2-дверный седан, 2675 рейхсмарок
- LV — 4-дверный седан, 2950 рейхсмарок
- CL — 2-дверный кабриолет, 2750 рейхсмарок

Из-за Второй мировой войны производство остановилось в конце 1940 года. Во время войны завод Opel в Рюссельсхайме был серьёзно повреждён от атаки союзных бомб. После реконструкции производство Olympia было возобновлено в конце 1947 года. В целом Olympia оставалась неизменной версией 1938 года, однако с 1947 был доступен только двухдверный седан. С 1938 по 1943 года было собрано 87214 автомобилей. До конца 1949 года было собрано ещё 25,952 штук.

## Третье поколение
В январе 1950 года Олимпия получила модернизированный кузов. Но машина по-прежнему была основана на довоенной Олимпии. Предлагались следующие версии:
- 2-дверный седан, 6400 немецких марок
- 2-дверное купе, 6600 немецких марок
- 2-дверный универсал, 7350 немецких марок

За три года производства было сделано около 160,000 автомобилей.

## Четвёртое поколение
В августе 1953 года на смену довоенному семейству Opel Kadett / Opel Olympia пришёл вновь разработанный автомобиль. Этот автомобиль сохранил в своём названии от автомобиля-предшественника слово «Олимпия». Было выпущено около 580 тыс. экземпляров.
Интересно, что разработкой нового Olympia Rekord занимались инженеры General Motors в Детройте. Opel Olympia Rekord базировался на той же платформе, что и довоенной Opel Olympia, однако кузов у Olympia Rekord был совершенно новым, выполненным в понтонном стиле, с новыми обтекаемыми передними и выпуклыми задними крыльями, похожими на хвостовые плавники американских автомобилей, гнутым лобовым стеклом и толстыми хромированными бамперами.
«Olympia» нового поколения стал крупнее и занял фактически промежуточное положение между предыдущим поколением и моделью более высокого класса, Opel Kapitän. За счёт того, что автомобиль базировался на довоенной Opel Olympia, затраты на его разработку и запуск в серию были снижены. Цена на автомобиль составляла 5850 DM, что позволяло ему конкурировать с Volkswagen Beetle — одним из самых популярных автомобилей в Западной Германии.
На базе седана Olympia Rekord компания Opel впервые в своей истории начала выпускать универсалы. Универсал был способен перевозить груз массой до 500 кг, что сделало универсал очень востребованным среди покупателей. Первые универсалы именовались Opel Olympia Rekord Car-A-Van. В дальнейшем все универсалы от Opel стали именоваться «Caravan». Позже универсал послужил основой для фургона — он имел глухие окна сзади.
Компания Opel следовала американской тенденции ежегодных рестайлингов, поэтому каждый новый модельный год Olympia Rekord подвергалась череде модернизаций. В 1955 году у двигателя в процессе модернизации увеличилась степень сжатия до 6.9, а заявленная максимальная мощность возросла до 45 л.с. (33 кВт). Передний бампер лишился клыков, на радиаторной решётке появилась мелкая сетка. В 1956 году снова была обновлена решётка радиатора, немного приплюснута крыша. Тогда же на всех Olympia Rekord коробка передач стала полностью синхронизированной.   

## Пятое поколение
Название «Олимпия» было возрождено в 1967 году. На этот раз это была только роскошная версия современного Opel Kadett B. Выпускались варианты с двигателем объёмом 1100 см³ и мощностью 60 л.с. (44 кВт), взятым с Kadett; с двигателями объёмом 1700 см³ и мощностью 75 л.с. (55 кВт), или 1900 см³ и мощностью 90 л.с. (66 кВт), использовавшимися в Opel Rekord.
Олимпия оказалась не очень успешной и была заменена в 1970 году на новую Opel Ascona.